# Brodie Merrill
Brodie Merrill, né le 5 novembre 1981 à Orangeville, est un joueur de crosse canadien.
Il joue actuellement aux Rock de Toronto en National Lacrosse League (NLL) et aux Cannons de Boston en Major League Lacrosse (MLL).